# قائمة الأحزاب السياسية في دولة فلسطين

## الأحزاب والحركات السياسية الممثلة بالمجلس التشريعي
- حماس أو حركة المقاومة الإسلامية
- فتح أو حركة التحرير الفلسطيني
- الجبهة الشعبية لتحرير فلسطين
- الطريق الثالث (فلسطين)
- المبادرة الوطنية الفلسطينية
- الجبهة الديمقراطية لتحرير فلسطين
- حزب الشعب الفلسطيني

## أحزاب غير ممثلة بالمجلس التشريعي
- حركة الجهاد الإسلامي في فلسطين
- جبهة النضال الشعبي الفلسطيني
- جبهة التحرير العربية
- طلائع حرب التحرير الشعبية
- جبهة التحرير الفلسطينية
- جبهة التحرير الفلسطينية (جناح أبو نضال الأشقر)
- جبهة التحرير الفلسطينية (جناح عبد الفتاح غانم)
- الجبهة العربية الفلسطينية
- الاتحاد الديمقراطي الفلسطيني
- الحزب الشيوعي الفلسطيني
- الحزب الشيوعي الفلسطيني-الثوري
- حركة الأحرار الفلسطينية
- التجمع الوطنى من اجل العدالة والديمقراطية (وعد)
- العدل الفلسطينية

## أحزاب إنضوت
- عصبة الشيوعيين الفلسطينيين
- المستقبل[1]